# L'Âne et le Chien
L'Âne et le Chien est la dix-septième fable du livre VIII de La Fontaine situé dans le second recueil des Fables de La Fontaine, édité pour la première fois en 1678.
Pour cette Fable, La Fontaine s'inspire de celle d'Abstémius : " Du Chien qui ne porta pas secours à un âne attaqué par un loup parce que l'âne lui avait refusé un peu de pain" (Hecatonmythium, CIV).

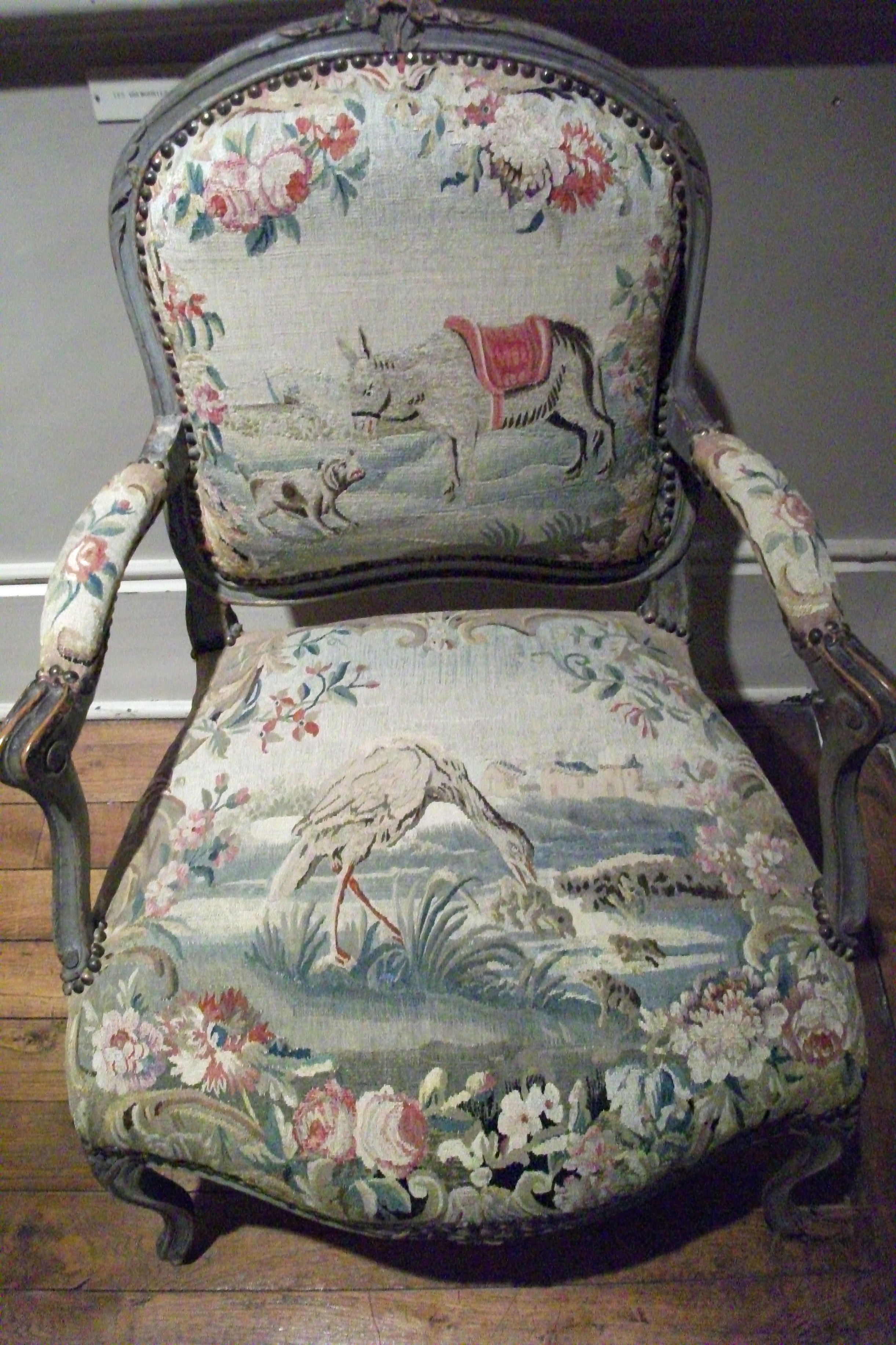
L’Âne et le Chien en tapisserie sur le dossier d'un fauteuil Louis XV provenant du château de Sarry (Marne).

## Texte de la fable
Il se faut entraider, c'est  la loi de nature : 

            L'Âne un jour pourtant s'en  moqua : 

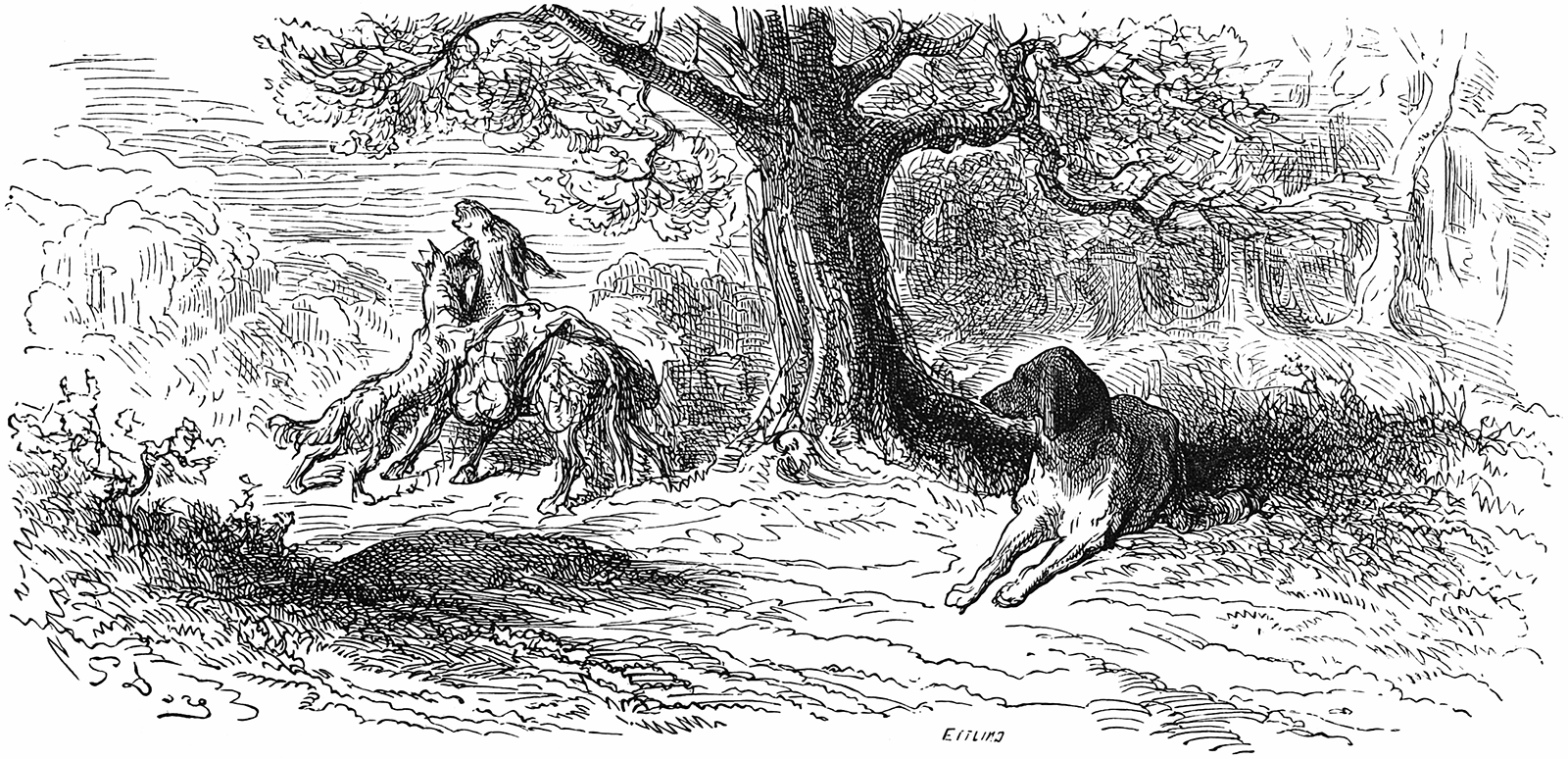
Gravure de Gustave Doré (1876)

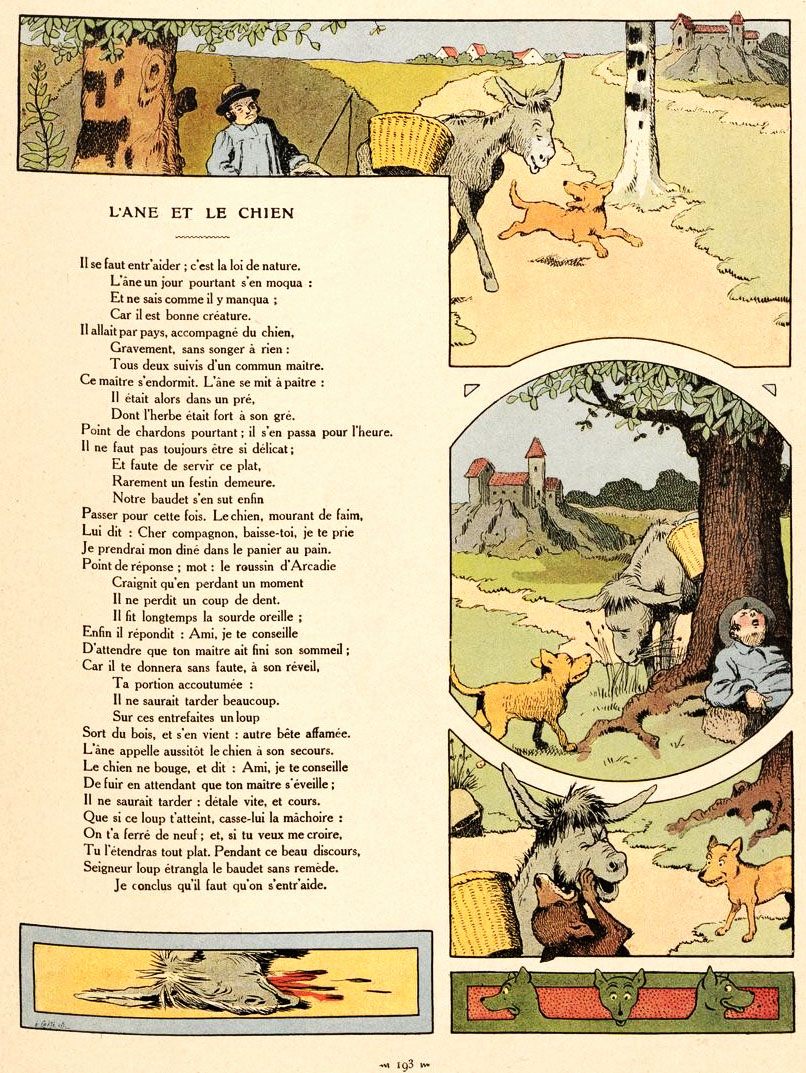
Bande dessinée de Benjamin Rabier (1906)

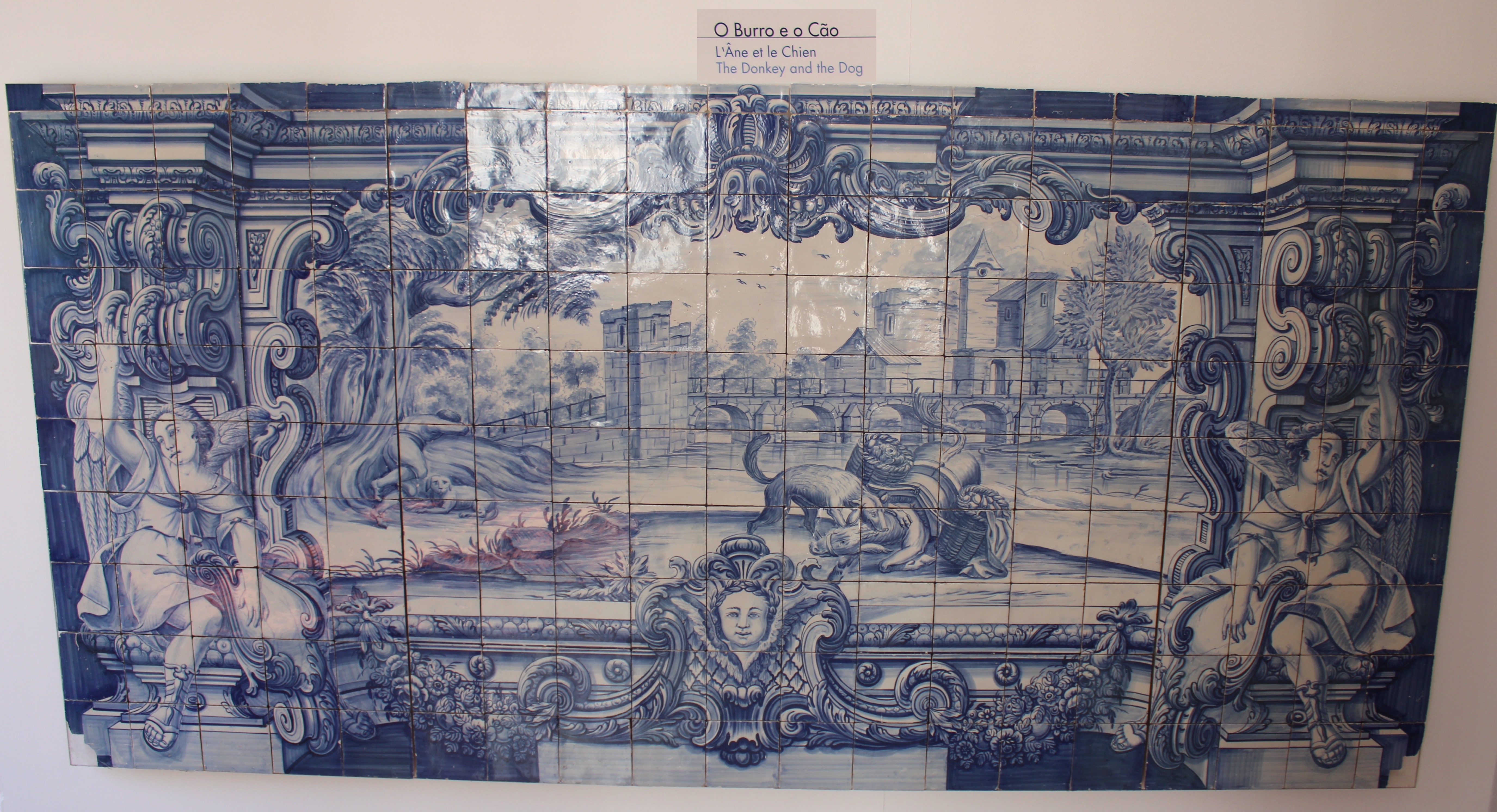
L'âne et le chien - Azulejos - Monastère de Saint-Vincent de Fora (Lisbonne).

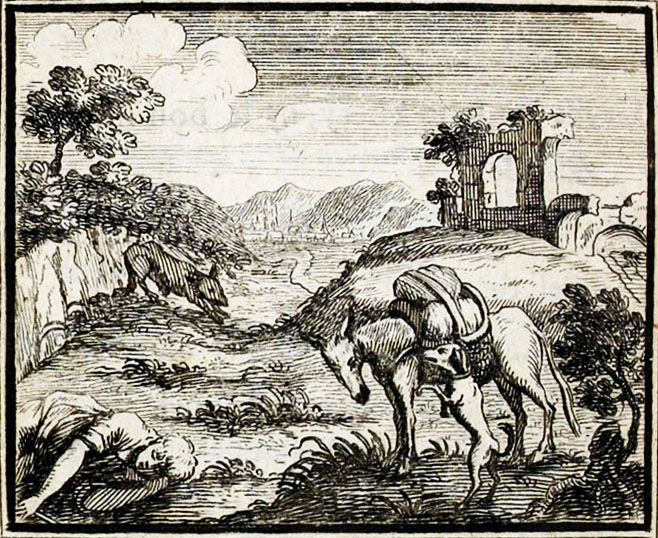
Gravure de François Chauveau (1688)

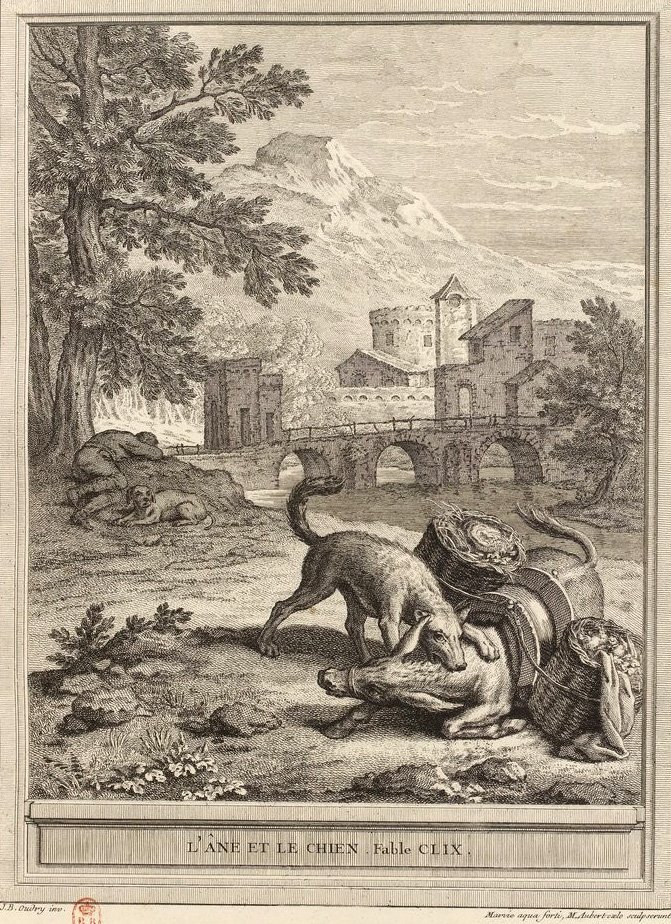
Gravure de Martin Marvie d'après un dessin de Jean-Baptiste Oudry, édition Desaint & Saillant de 1755-1759.

            Et ne sais comme il y manqua, 

            Car il est bonne créature. 

Il allait par pays, accompagné du Chien, 

            Gravement, sans songer à  rien, 

            Tous deux suivis d'un commun  maître. 

Ce maître s'endormit. L'Âne se mit à paître : 

             Il était alors dans un pré 

             Dont l'herbe était fort à  son gré. 

Point de chardons pourtant ; il s'en passa pour l'heure : 

Il ne faut pas toujours être si délicat ; 

             Et faute de servir ce plat 

             Rarement un festin demeure. 

             Notre Baudet s'en sut enfin 

Passer pour cette fois. Le Chien, mourant de faim, 

Lui dit : " Cher compagnon, baisse-toi, je te prie ; 

Je prendrai mon dîné dans le panier au pain. "

Point de réponse, mot ; le Roussin d'Arcadie 

             Craignit qu'en perdant un  moment, 

             Il ne perdît un coup de  dent. 

             Il fit longtemps la sourde  oreille : 

Enfin il répondit : Ami, je te conseille 

D'attendre que ton maître ait fini son sommeil ; 

Car il te donnera sans faute à son réveil, 

             Ta portion accoutumée : 

             Il ne saurait tarder  beaucoup.

             Sur ces entrefaites un Loup 

Sort du bois, et s'en vient ; autre bête affamée. 

L'Âne appelle aussitôt le Chien à son secours. 

Le Chien ne bouge, et dit : Ami, je te conseille 

De fuir, en attendant que ton maître s'éveille ; 

Il ne saurait tarder ; détale vite, et cours. 

Que si ce Loup t'atteint, casse-lui la mâchoire:  

On t'a ferré de neuf ; et si tu me veux croire, 

Tu l'étendras tout plat. Pendant ce beau discours 

Seigneur Loup étrangla le Baudet sans remède.

Je conclus qu'il faut qu'on s'entraide.
— Jean de La Fontaine, Fables de La Fontaine, L'Âne et le Chien, texte établi par Jean-Pierre Collinet, Fables, contes et nouvelles, Gallimard, « Bibliothèque de la Pléiade », 1991, p. 322